# Isoctenus jussara
Espèce
Isoctenus jussara est une espèce d'araignées aranéomorphes de la famille des Ctenidae.

## Distribution
Cette espèce est endémique de Bahia au Brésil,.  Elle se rencontre vers Jussara et Central.

## Description
Le mâle holotype mesure 7,25 mm et la femelle paratype 8,65 mm, les mâles mesurent de 6,15 à 7,76 mm et les femelles de 8,65 à 14,18 mm

## Systématique et taxinomie
Cette espèce a été décrite par Pontes Moraes, Polotow, Labarque et da Silva en 2023.

## Étymologie
Son nom d'espèce lui a été donné en référence au lieu de sa découverte, Jussara.

## Publication originale
- Pontes Moraes, Polotow, Labarque & da Silva, 2023 : « Description of three new species of Isoctenus Bertkau, 1880 and new records for I. areia Polotow & Brescovit (Araneae, Ctenidae) from northeastern Brazil. » Zootaxa, no 5315(2), p. 177-186.